# Мутник (притока Яловчанки)
Мутник (словац. Mútnik) — річка в Словаччині, ліва притока Яловчанки, протікає в окрузі Ліптовський Мікулаш.
Довжина приблизно 5.5-6.0 км. Витік знаходиться в масиві Ліптовська улоговина (геоморфологічна підодиниця Смречанські пагорби — схил Трстенського-Дєлу); на висоті близько 715 метрів. Протікає територією міста Ліптовський Мікулаш (міська частина Ліптовська Ондрашова)..
Впадає у Яловчанку на висоті приблизно 565-570 метрів.